# 杨庙站
杨庙站位于山东省聊城市东昌府区斗虎屯镇，是京九铁路的一座火车站，等级为四等站，距北京西站398公里，距常平站1,917公里，本站及相邻上下行区间均为电气化区段。该站建于1996年，只办理货运，不办理客运业务。